# 俺たち庶民派シューター
俺たち庶民派シューター（原題：The Minis）は、2007年から公開された映画。元NBAのスター選手であるデニス・ロッドマンが主要役で出演した。製作費は推定500万ドル。劇場公開国はイタリアとアメリカ。

## ストーリー
低身長症のことで周りからからかわれていた男たちがいた。そんな彼らが街でバスケットボール大会のチラシを目にする。彼らは早速、低身長症の友人を集めバスケットボールチームを結成する。その名も「ザ・ミニズ」。メンバーは４人は集まったが、強力な助っ人が必要になり元NBA選手のデニス・ロッドマンの名が挙がる。早速、彼らはロッドマンにチームの参加を熱望するが彼のバスケットボールへの気持ちは薄れていて門前払いを食らってしまう。エージェント社の下で働くロッドマンは、その話を社長のジャックに話すと、ジャックはザ・ミニズを広告材料に金儲けをしようと企んだ。ジャックの命令でロッドマンはチームに加えられ新「ザ・ミニズ」が結成される。ロッドマンの指導の下、練習漬けの毎日が始まり日々上達する一方、エージェント社の影響もあってメディアにも注目されザ・ミニズの人気は瞬く間に急上昇する。そんな順風満帆な日々が続いていたが試合の直前、エージェント社のジャックが金儲けのためだけに自分たちを利用していたことが発覚する。それに対して憤りを感じたメンバーは、チームを離れてしまいザ・ミニズは解散の危機を訪れる･･･。

## 主なキャスト
| 俳優                   | 役名       |
| ---------------------- | ---------- |
| デニス・ロッドマン     | ロッドマン |
| カブリエル・ピメンテル | シェビー   |
| ジョー・ノッホ         | ロジャー   |
| ブラッドリー・レイズ   | ニック     |
| ダナ･ウッズ            | ジョー     |
| リチャード・ポトナウ   | ジャック   |
| カラン・シャイアズ     | クリス     |
| ラスティー・バーンズ   | スーザン   |
| タマラ･メルニク        | ロレイン   |